# خلیج جیمز

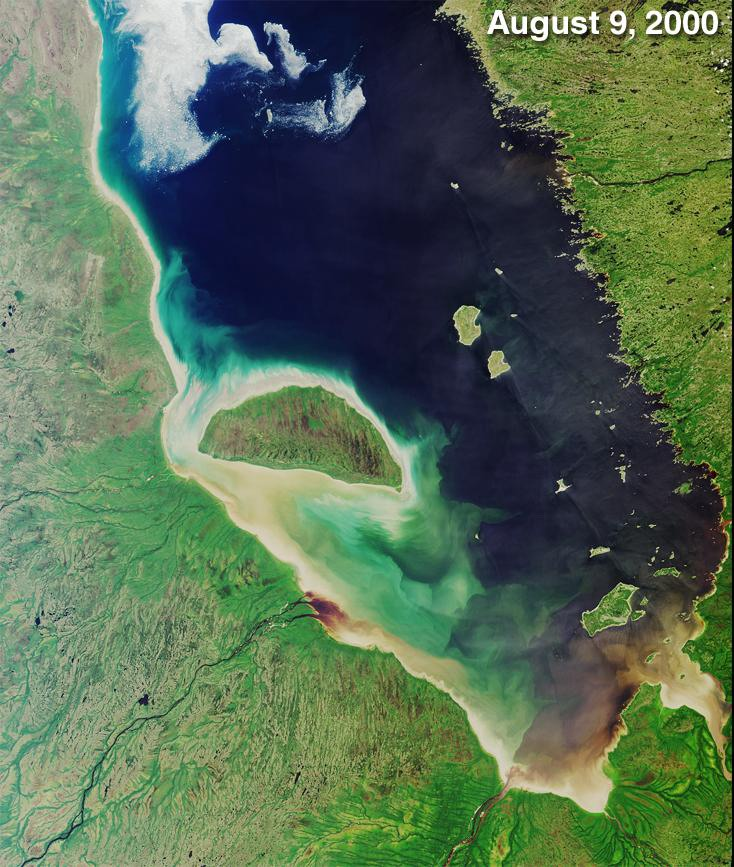
خلیج جیمز

خلیج جیمز (به انگلیسی: James Bay) خلیجی است واقع در بخش انتهایی خلیج هودسن در کانادا که از آب شدن اقیانوس منجمد شمالی تشکیل شده‌است. این خلیج در حاشیه استان‌های کبک و انتاریو قرار دارد و جزیره بزرگی در آن واقع شده‌است که آکیمیسکی نام دارد. در طول تاریخ جوامع زیادی در اطراف این خلیج شکل کرفتند.
دولت کانادا پروژه‌های عظیم آبی برای این خلیج و رودخانه‌هایی که به آن می‌ریزد تأسیس کرده‌است و سدهایی روی رودخانه‌ها قرار داده‌است. بسیاری از این رودخانه‌ها مکان مناسبی برای قایقرانی می‌باشند که علاقه‌مندان را جذب به خود کرده‌است.